# Кампо ла Пекења Хоја (Наволато)
Кампо ла Пекења Хоја (шп. Campo la Pequeña Joya) насеље је у Мексику у савезној држави Синалоа у општини Наволато. Насеље се налази на надморској висини од 11 м.

## Становништво
Према подацима из 2010. године у насељу је живело 8 становника.

### Хронологија
| Година       | 2000             | 2005            | 2010 |
| ------------ | ---------------- | --------------- | ---- |
| Становништво | 1460 (789 / 671) | 282 (138 / 144) | 8    |

### Попис
| # | Индикатор                     | Вредност |
| - | ----------------------------- | -------- |
| 1 | Укупно домаћинстава           | 265      |
| 2 | Укупно насељених домаћинстава | 2        |
| 3 | Величина локације             | 1        |